# Leucopis freyi
Leucopis freyi är en tvåvingeart som beskrevs av Mcalpine 1971. Leucopis freyi ingår i släktet Leucopis och familjen markflugor. Inga underarter finns listade i Catalogue of Life.